# كارل بليك
كارل بليك (بالإنجليزية: Karl Blake)‏ هو موسيقي بريطاني، ولد في 1956.

## وصلات خارجية
- كارل بليك على موقع ميوزك برينز (الإنجليزية)
- كارل بليك على موقع إن إن دي بي (الإنجليزية)
- كارل بليك على موقع ديسكوغز (الإنجليزية)